# Stylomesus natalensis
Stylomesus natalensis is een pissebed uit de familie Ischnomesidae. De wetenschappelijke naam van de soort is voor het eerst geldig gepubliceerd in 1984 door Brian Frederick Kensley.